# Justino Antolínez de Burgos y de Saavedra
Justino Antolínez de Burgos y de Saavedra (Valladolid, 1557 o 1564 – Tortosa, 7 de setembre de 1637). Religiós agustinià i historiador eclesiàstic, primer abat del Sacromonte i bisbe de Tortosa.

## Biografia
De família noble, neix a Valladolid. Fill de Galaz Antolinez de Burgos, regidor de Valladolid i de Catalina Alfonso de Saavedra, tingué nombrosos germans, entre els quals destaca Agustín, que fou bisbe de Ciudad Rodrigo i arquebisbe de Santiago de Compostel·la.
Estudia a la universitat de Valladolid, on obté el 2 d'agost de 1581 el grau de batxiller en Lleis, i possiblement, a continuació, la llicenciatura en ambdós drets.
En 1585, essent un jove prevere, entra de capellà en la casa de Pedro de Castro Vaca y Quiñones, president de la Cancelleria de Valladolid, al qual acompanya a Granada quan aquest és nomenat arquebisbe de la ciutat en 1589. En Granada, com home de confiança de l'arquebisbe, és nomenat provisor i vicari general, i obté una capellania en la Capella Reial. Més tard obté les dignitats de degà i ardiaca de la catedral i fou el primer abat del Sacromonte. En 1596 realitza una visita pastoral, delegat per l'arquebisbe, a totes les parròquies de la capital.

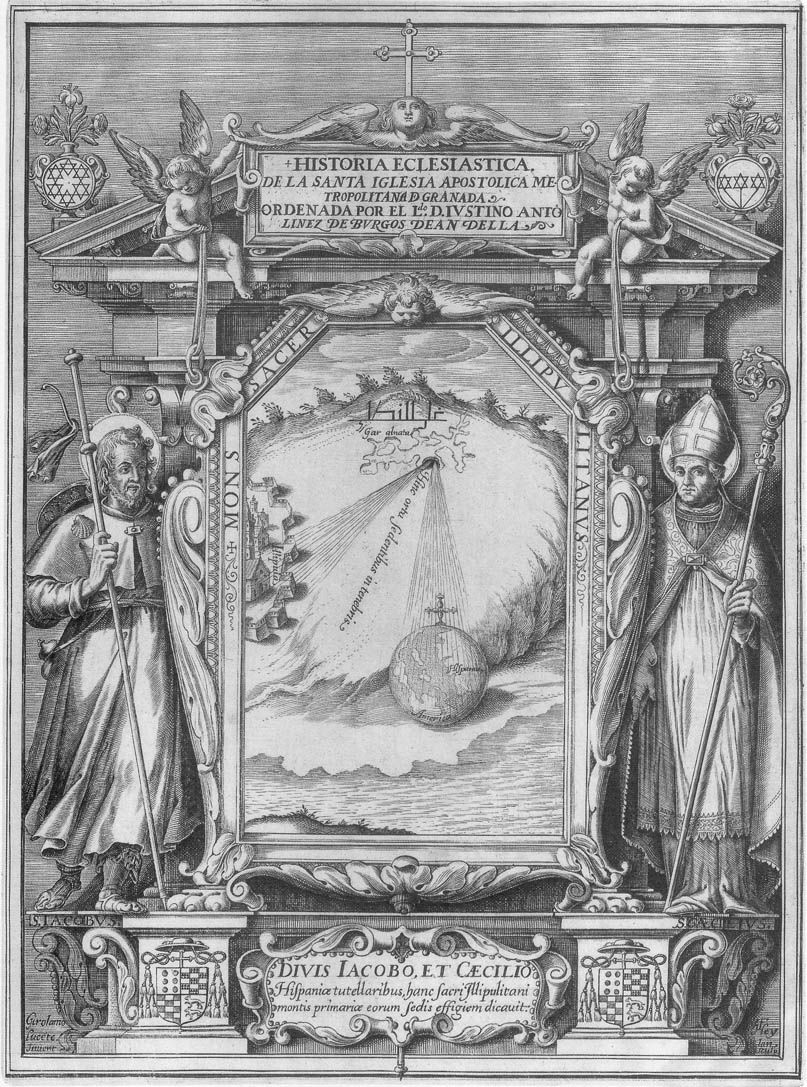
Segona versió de la portada de la Historia eclesiástica de Granada, dibuixada per Girolamo Lucente i gravada per Frans Heylan.

Estigué en primera línia en tot el relacionat amb les troballes de la muntanya de Valparaiso i la Torre Turpiana: presencia la recepció de les troballes, realitza una enquesta sobre els martiris a las Aljurrarras, fou un dels principals promotors de la institucionalització religiosa, arquitectònica i urbanística de l'espai sagrat, amb la construcció de l'abadia del Sacromonte, de la qual seria el primer abat. Convençut de l'autenticitat de les relíquies, prepara una obra històrica intitulada Historia eclesiástica de Granada, que enllestida per a imprimir-se l'any 1611 no arribà a editar-se. Aquesta obra és un homenatge al seu mentor, l'arquebisbe Pedro de Castro, i una defensa de la historicitat de les preteses relíquies de torre Turpiana i dels ploms del Sacromonte. En 1618 redacta les constitucions del Col·legi-Seminari del Sacromonte.
El rei el presenta al bisbat de Tortosa el 14 de febrer de 1627, és nomenat el 7 de juliol del mateix any, consagrat en Granada el 8 de juliol de 1628 pel cardenal Agostino Spinola Basadone, arquebisbe de Granada, i abans, bisbe de Tortosa, i entra solemnement a Tortosa el 22 de juliol.
Durant el seu pontificat realitza una visita pastoral l'any 1630, i poc després, descrivint la situació de la diòcesi, la troba en un estat poc satisfactori, amb el canonges poc disciplinats —sense ordre en el cor i oposats a unes noves constitucions—, nombrosos plets i nul·litats matrimonials, clergues illetrats i alguns assassins, i manca de confessors i de persones preparades. Torna a visitar la diòcesi l'any 1634. En aquest període s'estableixen els jesuïtes a Tortosa i; celebra sínode l'any 1637.
Assisteix al concili provincial tarraconense de 1635-1636, on es constitueix en un ferm partidari de la predicació en català, i així en la sessió XVIII, del 27 de febrer de 1636, presenta un escrit intitulat Memoriale Rmi. Epi. Dertrusensis ad hoc ut non nise cathalana lingua in tota Prova. conscionetur, defensant aquesta postura, que resulta aprovada en la sessió XLII mitjançant la constitució circa concionandum lingua cathalana.
Mor el 7 de setembre de 1637 a Tortosa i fou soterrat front l'altar major de la catedral.

## Obra
- Historia eclesiástica de Granada hasta el año de 1610 (1611). Acabada l'any 1611, per diversos motius no es va publicar, i en 1635 Antolínez de Burgos decideix suspendre l'edició en conèixer la imminent publicació de la Historia eclesiástica, principios y progressos de la ciudad y religión católica de Granada, de Francisco Bermúdez de Pedraza.[22] Per a aquesta publicació, Frans Heylan realitza una sèrie de gravats, que posteriorment s'utilitzarien per il·lustrar les Vindicias Catholicas Granatenses (1706), de Diego de la Serna Cantoral.[23] Aquesta obra consta de tres parts: la primera és la història de l'antiga església de Granada, amb la presència de San Jaume Apòstol a la ciutat; la segona part és una descripció de les vides i martiris dels sants trobats a la muntanya de Valparaiso i Torre Turpiana; i la tercera és la biografia dels bisbes de Granada des de la conquesta cristiana, amb un tractament més detallat del seu mentor, l'arquebisbe Pedro de Castro.